# Die Stickerin
Die Stickerin (auch: Am Stickrahmen) ist das vermutlich bekannteste Bild von Georg Friedrich Kersting. Darüber hinaus gilt es als exemplarisch für die Interieurmalerei der Romantik und des Biedermeiers. Es existieren drei Fassungen aus den Jahren 1812, 1817 und 1827, die sich nur wenig unterscheiden.

## Hintergrund
Im Sommer 1810 hatte Kersting sich an der Kunstakademie in Dresden eingeschrieben. In Dresden fand er Anschluss an einen Kreis, dem unter anderem Gerhard von Kügelgen, Theodor Körner (Schriftsteller), die Malerin Louise Seidler und Caspar David Friedrich angehörten. Es begann eine sehr produktive Phase im Schaffen Kerstings. Bereits bei der Akademieausstellung 1811 hatte er erste Erfolge mit Atelierbildern seiner Malerfreunde Friedrich und Kügelgen.

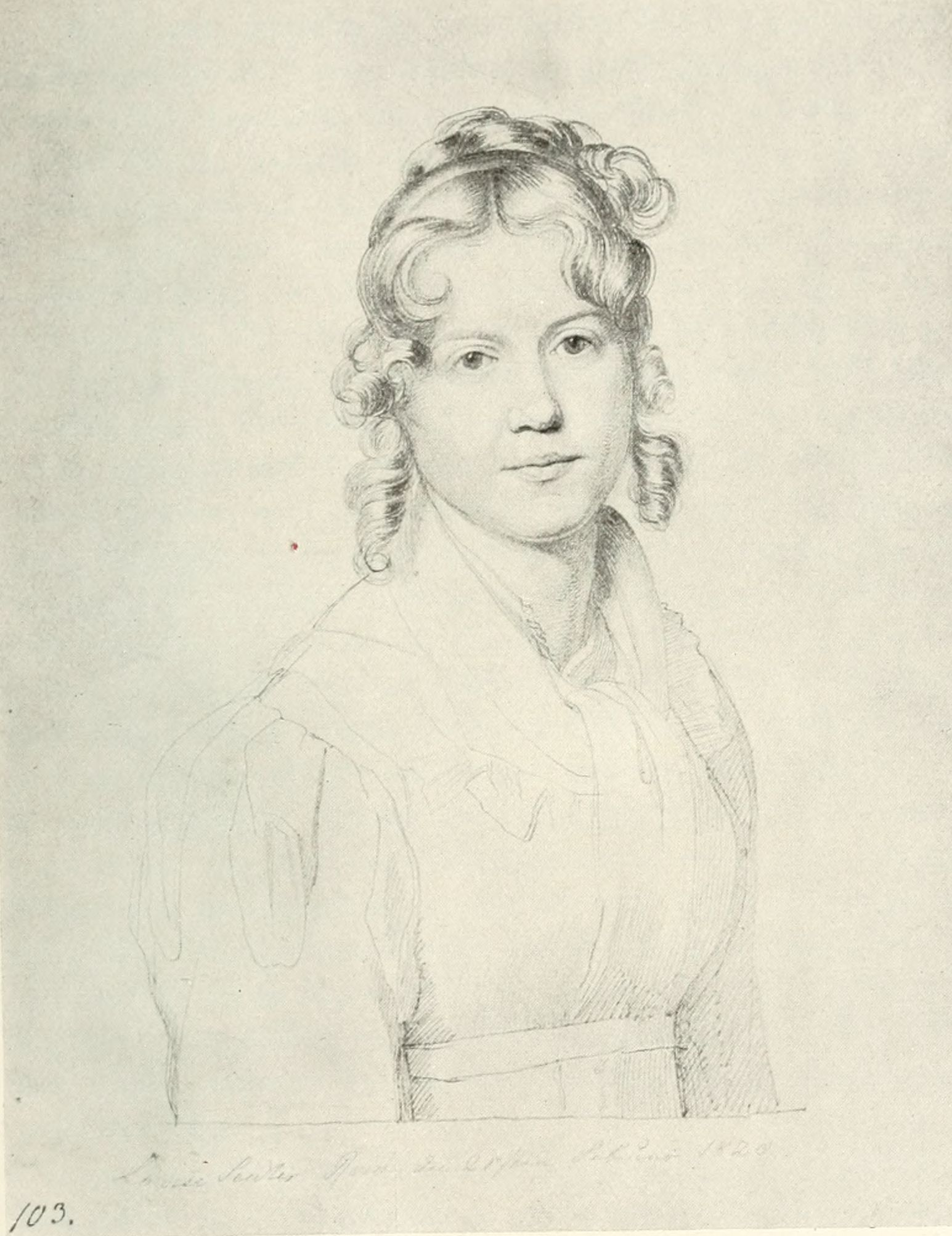
Louise Seidler 1820

Louise Seidler hielt sich ebenfalls zum Studium der Malerei in Dresden auf, hauptsächlich aber, um einen großen persönlichen Verlust zu überwinden. Sie hatte sich 1806 während der französischen Besetzung Jenas mit Geoffroy verlobt, einem französischen Offizier, Oberarzt im Corps Bernadottes. Geoffrey aber starb noch vor der Hochzeit 1808 während des Feldzugs Napoleons in Spanien am Fieber.
Seidler schrieb später: „Das Leben des Lebens war für mich abgeschlossen; mein Dasein in dieser Zeit war nur noch ein dumpfes Hinbrüten.“
Die Eltern schickten Seidler daraufhin nach Dresden, um sie von ihrer Trauer abzulenken und sie aus ihrer Melancholie zu reißen. In Dresden begann sie, beeindruckt von den Gemälden der Dresdner Kunstgalerie, Malerei zu studieren und wurde die Schülerin von Christian Leberecht Vogel.

## Erste Fassung

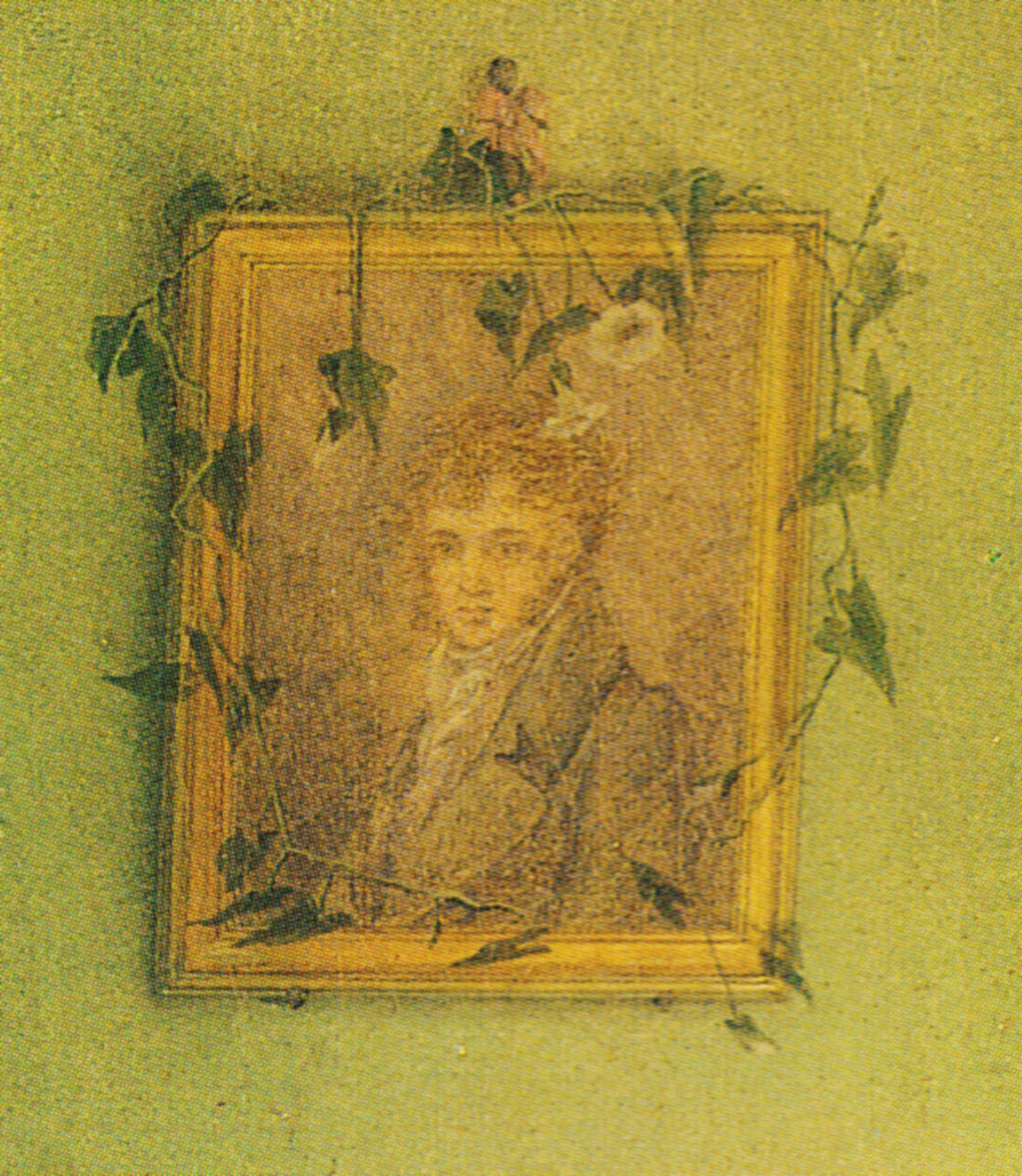
Porträt mit Ackerwinde

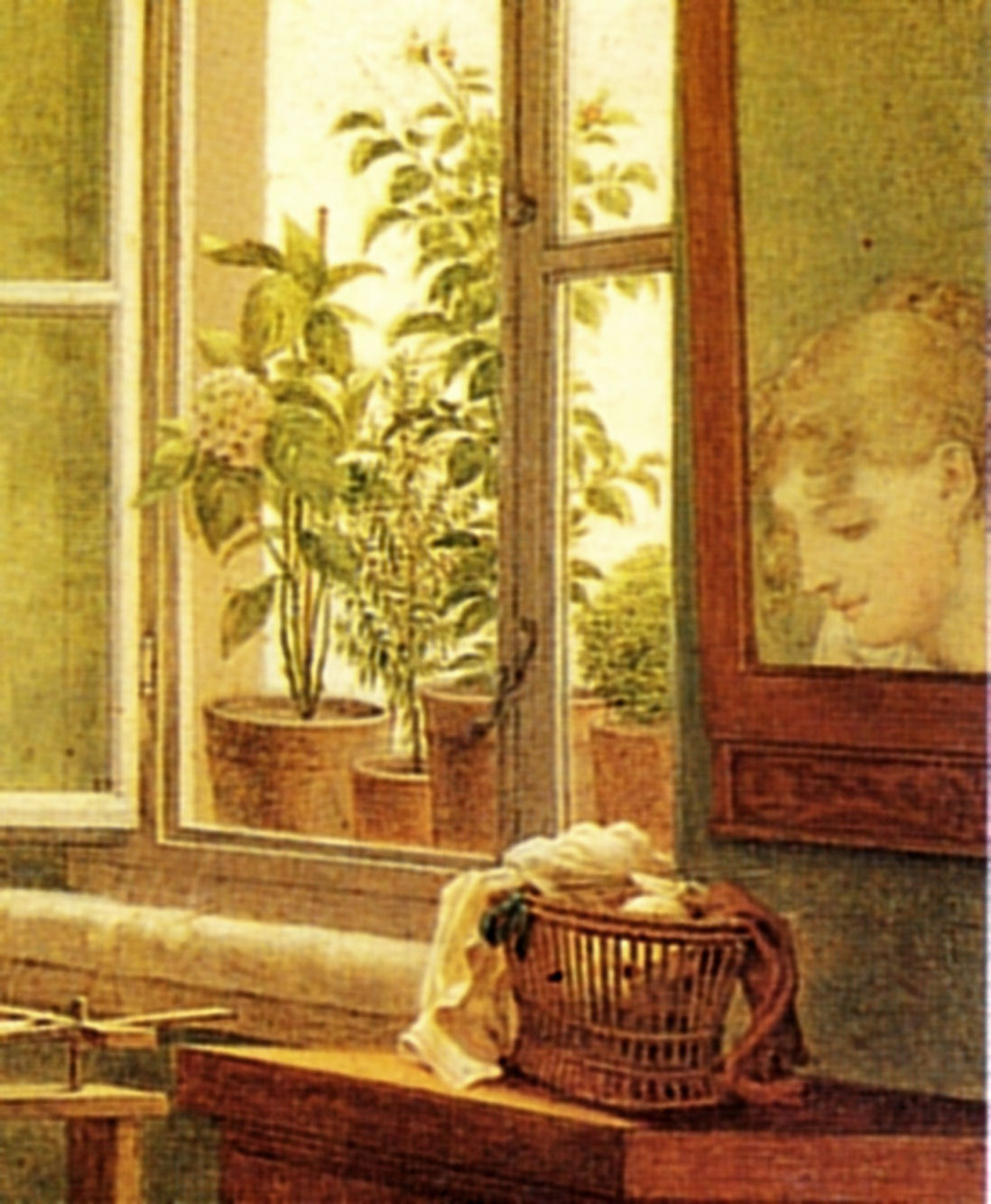
Topfpflanzen und Spiegelung

In diesem Rahmen entstand 1812 die erste Fassung der Stickerin. Das Bild zeigt Louise Seidler am Fenster, mit vom Betrachter abgewandtem Gesicht über einen Stickrahmen gebeugt sitzend. Dass Kersting sie mit einer so „typisch weiblichen“ Tätigkeit beschäftigt zeigt, ganz anders als seine männlichen Malerfreunde, die er in den Atelierbildern in kreativer Arbeit zeigt, hat immer wieder Anlass zu Verwunderung gegeben, da Seidler als Talent durchaus anerkannt war.
Ein möglicher Grund, warum Kersting sie als Stickerin und nicht als Malerin zeigt, ist, dass die damals mehr oder minder mittellose Seidler nach eigenem Bekunden manchmal bis in die Nacht stickte, um mit dem „Nadelgeld“ die Ausbildungsstunden im Pastellmalen bei Roux bezahlen zu können:
Obgleich ich bei Handarbeiten bei Weitem nicht so geschickt war, wie meine Schwester Wilhelmine, welche später ihre ganze Aussteuer selbst besorgte, so suchte ich doch durch Fleiß zu ersetzen, was mir fehlte. Ich nähte, strickte und stickte heimlich, oft bei Nacht, zu jämmerlichen Preisen, und erwarb mir auf diese Weise Geld genug, um den Unterricht bei Roux zu bezahlen.
Andererseits muss auch berücksichtigt werden, dass Sticken zu der Zeit durchaus als kreative Tätigkeit galt. So waren sich Runge, Schinkel und andere Künstler nicht zu schade, Vorlagen für Stickereien zu entwerfen.
Seidler zufolge ist der dargestellte Raum der Atelierraum in der Wohnung Gerhard von Kügelgens im heutigen Kügelgenhaus an der Dresdner Hauptstraße. Dort wohnte Louise Seidler zusammen mit ihrer Freundin Lotte Stieler im Sommer 1812, während Kügelgen mit seiner Familie in die Sommerwohnung nach Loschwitz gezogen war.
An der hinteren Wand steht ein Sofa, darauf liegen Noten und eine Gitarre. Über dem Sofa hängt das Bildnis eines jungen Mannes, um das eine Pflanzenranke gelegt ist, eine Ackerwinde. Auf dem Fensterbrett bilden mehrere Blumentöpfe – erkennbar Hortensie, Myrte und Rose – fast so etwas wie eine Barriere. Eine Deutung aufgrund der Blumensprache, die zu der Zeit weit verbreitet war, ist naturgemäß mit Unsicherheiten behaftet. Folgt man einem zeitgenössischen „Blumensprachen“-Wörterbuch, so würde die Winde Anhänglichkeit, die (damals neu eingeführte) Hortensie Gefühlskälte, die Myrte wiederum Liebe und die Rose keusche Neigung symbolisieren, was zusammen genommen gemischte Signale ergibt. Auffällig ist die Ackerwinde und das Porträt des jungen Mannes, jedenfalls insofern sie im Gegensatz zu den anderen Bildelementen in den folgenden Fassungen ersetzt werden.
Aufgrund dieser Bildhinweise wurde die Stickerin von Ulrike Krenzlin als Darstellung einer Trauernden gedeutet: Das Bildnis des jungen Mannes ist das Bildnis des verstorbenen Bräutigams, Gitarre und Noten verweisen auf das Musizieren im romantischen Freundeskreis.
Eigentümlich ist schließlich auch das im Spiegel erscheinende Gesicht. Von der Perspektive her scheint es eigentlich nicht das Gesicht der sitzenden Stickerin sein zu können. Es kann aber auch nicht das Gesicht einer anderen Person sein, da der Ort, an dem sie sich befinden müsste, im Blickfeld des Betrachters liegt. Diese Irritation gibt dem Bild etwas rätselhaftes, worüber sich der oberflächliche Betrachter keine Rechenschaft ablegen kann.
Tatsächlich beruht der Eindruck auf einer raffinierten perspektivischen Täuschung, die zum einen dadurch entsteht, dass der Spiegel vermeintlich über der Kommode ganz rechts, tatsächlich aber daneben hängt, und vor allem dadurch, dass man annimmt, das Fenster liege mehr oder minder in der Ebene der rechten Zimmerwand. Tatsächlich ist das Fenster stark zurückgesetzt.

## Das „Gegenstück“
| Mann am Sekretär | Stickerin |

Das Gemälde wurde 1812 auf Empfehlung Goethes, der mit Louise Seidler befreundet war, von Karl August für die herzoglich Weimarischen Sammlungen erworben. Zuvor war es Seidler zufolge zusammen mit einem anderen Bild Kerstings, dem „Eleganten Leser“, bei den jährlichen Ausstellungen der Herzoglichen Zeichenschule gezeigt wurden. Seidler schreibt in ihren Erinnerungen:
Zwei andere Bilder, welche Kersting malte, kamen später durch Goethe nach Weimar. Das eine, „der elegante Leser“ genannt, stellt einen jungen Mann dar, welcher beim Schein einer Studirlampe eifrig liest; das andere ein in prunkloser Wohnung am Stickrahmen arbeitendes junges Mädchen, deren Gesicht man im gegenüberhängenden Spiegel erblickt. Es ist mein eigenes Porträt.
Der „Elegante Leser“ wurde später, nachdem Goethe eine Lotterie zugunsten Kerstings veranstaltet hatte, ebenfalls angekauft. Das Bild wurde von Louise Seidlers Vater gewonnen, der es später an die herzogliche Sammlung verkaufte.
Das zugleich mit der ersten Fassung der „Stickerin“ erworbene andere Gemälde Kerstings ist daher eben nicht der „Elegante Leser“, sondern ein anderes Bild. In den Berichten über die Ausstellungen der Zeichenschule 1801–1820 wird als Erwerbung aufgeführt:
Hr. George Kersting aus Mecklenburg Schwerin. Ein Ölgemälde mit Frauenzimer darstellend welches am Stickrahmen sitzt und arbeitet. Das Gegenstück einen Herrn am Schreibtisch.
Bei dem erwähnten Gegenstück handelt es sich offenbar um das heute als „Mann am Sekretär“ bekannte Gemälde, wobei man davon ausgeht, dass der Dargestellte Kügelgen ist. Dass er Maler ist, wird jedenfalls durch die Malutensilien auf dem Sekretär, die Gipsabgüsse und den Künstlerhut rechts an der Tür belegt.
Um die relative Bedeutung der beiden Bilder zu würdigen, muss man berücksichtigen, dass eines der Kennzeichen des Biedermeierstils die Neigung zu Paarungen ist, d. h. man hatte in einem Raum zwei Möbel, die keineswegs identisch waren, sich aber in Größe, Stil, Fertigungsmerkmalen entsprachen, und die man als Stück und Gegenstück bezeichnete. Und dergleichen gab es auch bei Gemälden. Wenn also der Mann am „Mann am Sekretär“ das Gegenstück der „Stickerin“ ist, werden Entsprechungen der beiden Bilder nicht zufällig sein.
Und solche Entsprechungen sind zahlreich: Beide Bilder stellen eine Person, am Fenster sitzend und arbeitend dar. Der Mann wird in Rückenansicht gezeigt, die Frau hat ihr Gesicht abgewandt. Stellt man die beiden Bilder nebeneinander, so deutet sich aufgrund des Verlaufs der Dielenbretter eine Zentralperspektive an. Auf beiden Bilder erscheint ein Spiegel so, dass die beiden Spiegel symmetrisch einander gegenüberstehen. Und in beiden Spiegeln erscheint eine Reflexion unklarer Herkunft: einmal das Gesicht der Stickerin links unten, und beim „Mann am Sekretär“ eine weiße Blüte rechts unten.
Bemerkenswert sind allerdings auch die Unterschiede: Die Stickerin wird in einem anscheinend abgeschlossenen Raum gezeigt, in dem kein Ausgang sichtbar ist, während beim „Mann am Sekretär“ die nach außen führende Tür zentral erscheint, zudem neben der Tür am Haken hängend Mantel und Hut auf die Möglichkeit baldigen Ausgehens hinweisen. Dafür ist bei der Stickerin das Fenster geöffnet, beim „Mann am Sekretär“ ist es geschlossen und mit langstieligen Pfeifen geradezu „vergattert“.

## Zweite Fassung

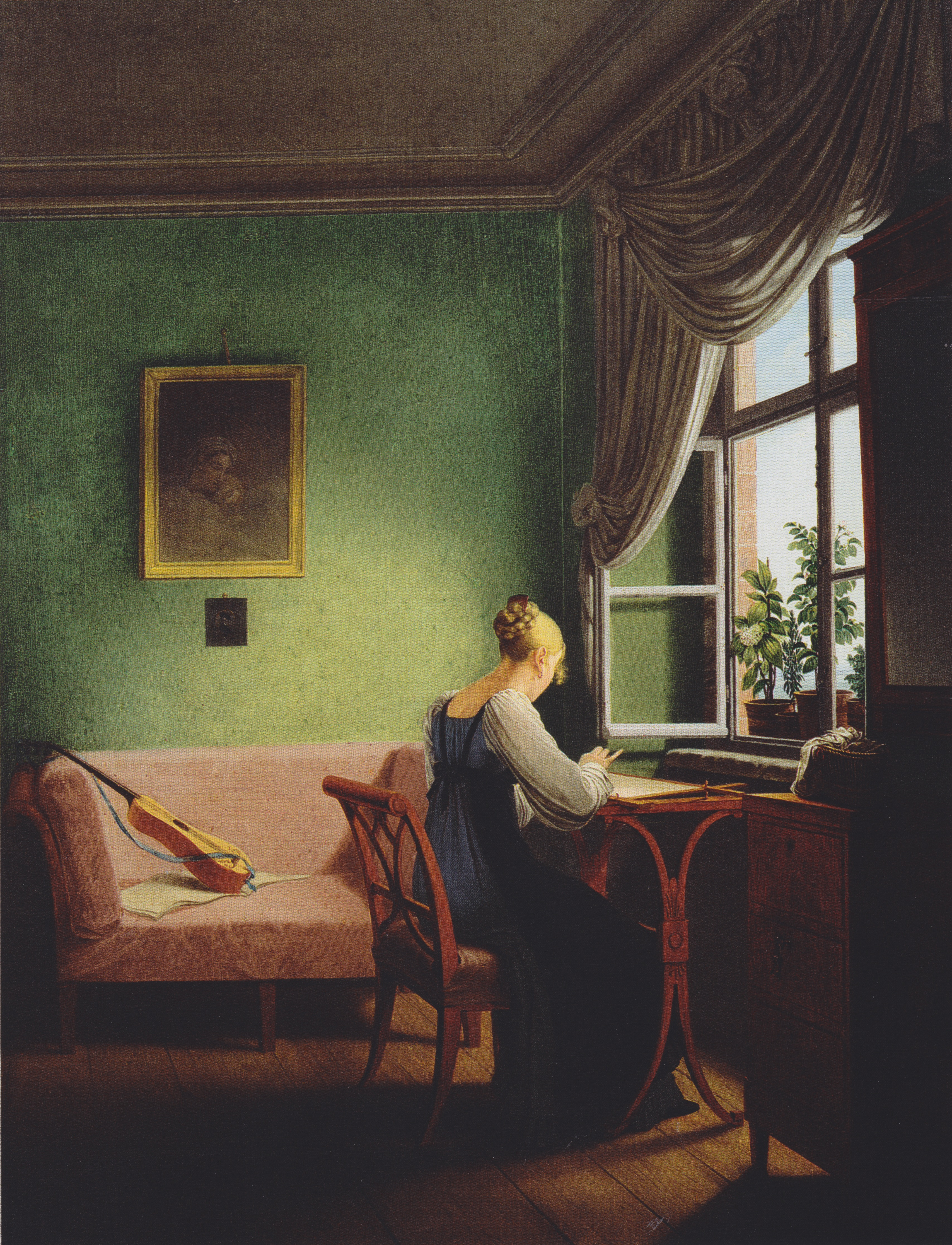
2. Fassung 1817

Die zweite Fassung (47,2 × 36,3 cm) entstand 1817. Sie entstand während Kerstings Arbeit als Zeichenlehrer für die Kinder der Fürstin Anna Zofia Sapieha in Warschau, vermutlich 1817 und befindet sich heute im Nationalmuseum in Warschau.
Von Dimension und Aufbau entspricht das Bild ganz der ersten Fassung. Bei den Bildelementen gibt es mehrere deutliche Unterschiede:
- Das Kleid der Stickerin in der ersten und dritten Fassung ist hoch geschlossen, hier lässt es den Nacken frei.
- Eine Spiegelung des Gesichts der Stickerin ist nicht sichtbar.
- Stuhl und Stickrahmen sind in der ersten und dritten Fassung in etwa gleich, hier weichen beide deutlich in der Form ab.
- An Stelle des Porträts des jungen Mannes mit der Ranke erscheint ein religiöses Bild: Eine Muttergottes mit Heiligenschein und dem Jesusknaben im Arm, stark Raffaels Madonna della seggiola ähnelnd.[10] Darunter eine Miniatur, die in einem Oval das Porträt eines Mannes mit Barett zeigt.
- Die Ziegel der Fensterlaibung sind sichtbar und deuten eine Ziegelmauer an. Erste und zweite Fassung zeigen eine verputzte Wand.

Insgesamt ist die Farbstimmung der zweiten Fassung anders als die stark von hellen Grüntönen dominierte erste und dritte Fassung. Die Schatten sind tiefer und die Farben wirken gesetzter.

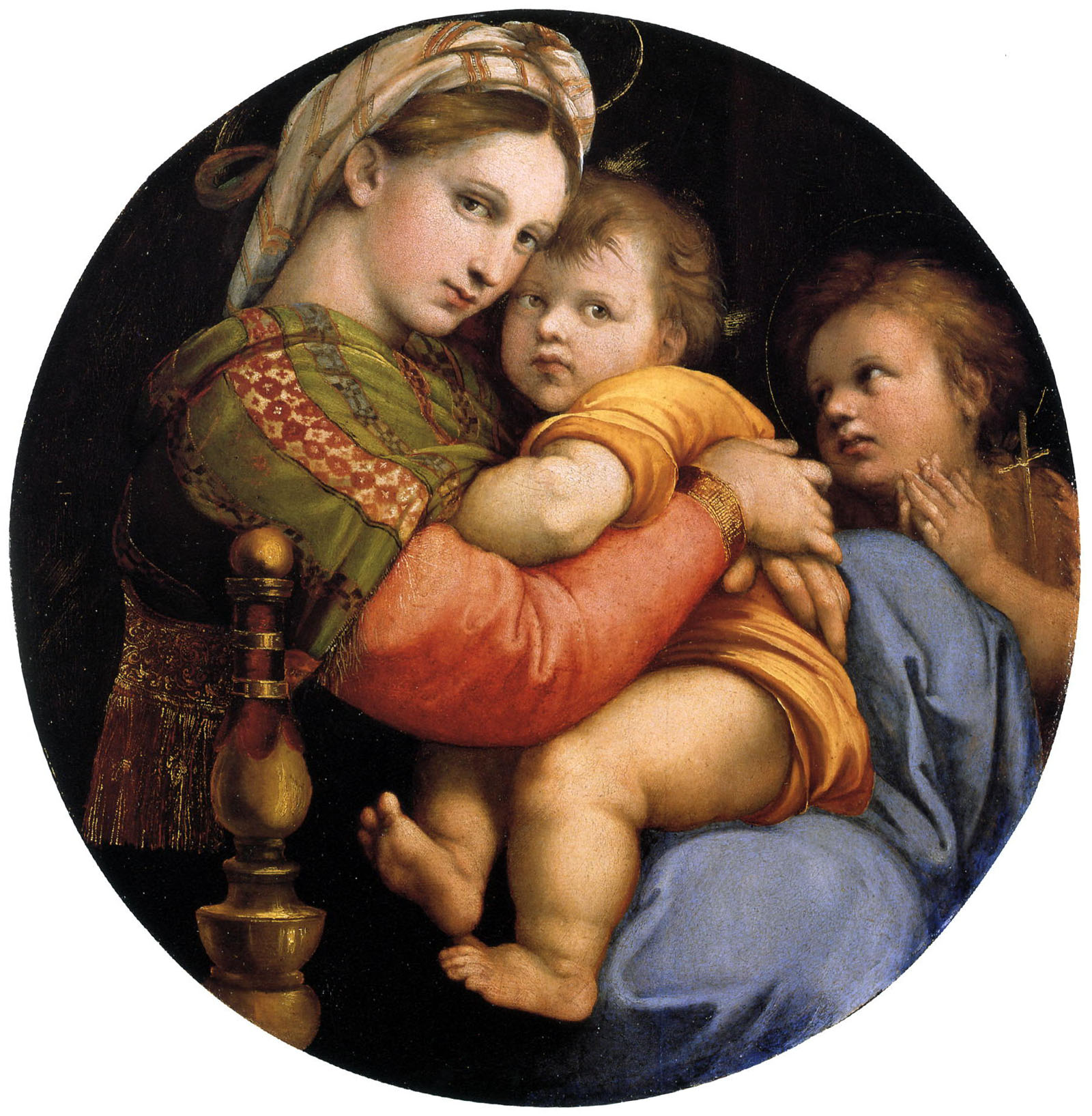
Raffaels Madonna della seggiola

Louise Seidel hielt sich ab 1817, gefördert durch ein Stipendium von Herzog Karl August, zu einem mehrjährigen Studienaufenthalt zunächst in München und dann in Italien auf. Während dieser Zeit fertigte sie zahlreiche Kopien von Gemälden italienischer Meister für den Weimarer Hof an, darunter mehrere Madonnen, worauf dann das Madonnenbild an der Wand verweisen würde. Insbesondere ihre Kopie von Raffaels „Madonna mit dem Stieglitz“ wurde von Friedrich Preller, einem Maler, der sich zu der Zeit ebenfalls in Italien aufhielt, und mit dem Seidler eine langjährige Freundschaft verband, „zur besten ihm bekannten Copie“ erklärt.

## Dritte Fassung

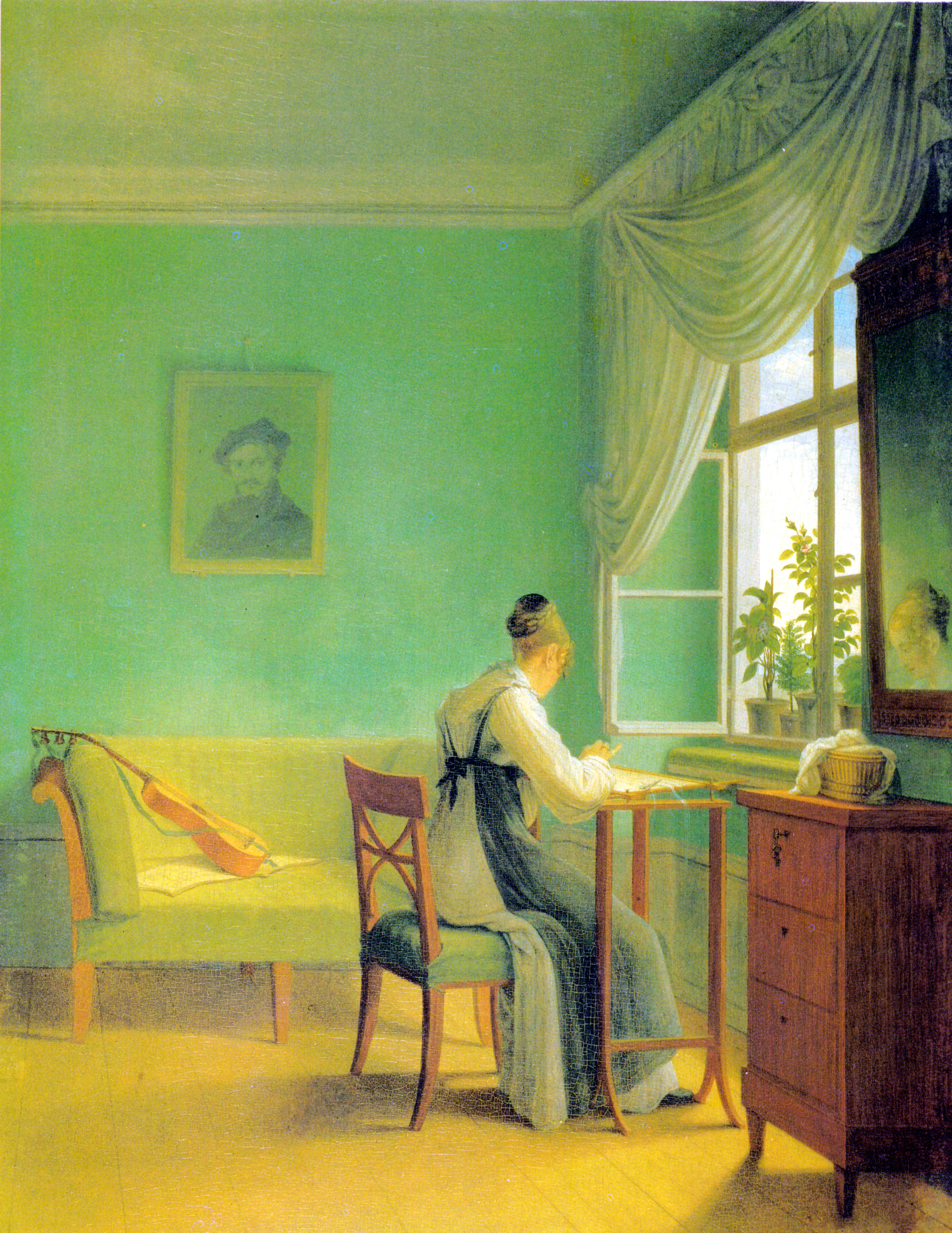
3. Fassung 1827

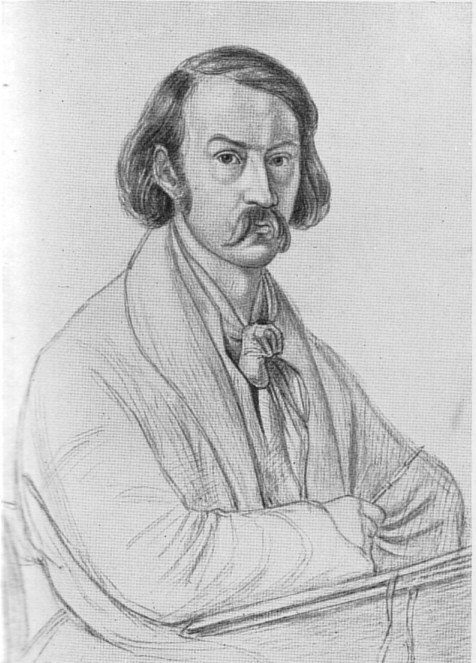
Friedrich Preller

Die dritte Fassung (47,5 × 36,5 cm) entstand 1827. Sie befindet sich heute in der Kunsthalle zu Kiel.
Die dritte Fassung entspricht wieder weitgehend der ersten Fassung, mit dem Unterschied, dass jetzt anstelle des Bildes des jungen Mannes das Porträt eines bärtigen Mannes mit Barett zu sehen ist, möglicherweise dieselbe Person, die schon auf der Miniatur der zweiten Fassung dargestellt war. Es könnte sich um ein Porträt Friedrich Prellers handeln.